# Страшник
Страшник је насељено место у саставу града Петриње, у Банији, Република Хрватска.

## Историја
Страшник се од распада Југославије до августа 1995. године налазио у Републици Српској Крајини.

## Становништво
На попису становништва 2011. године, Страшник је имао 202 становника.

## Попис 1991.
На попису становништва 1991. године, насељено место Страшник је имало 325 становника, следећег националног састава:
| Попис 1991.‍  | Попис 1991.‍  | Попис 1991.‍ | Попис 1991.‍ | Попис 1991.‍ |
| ------------ | ------------ | ----------- | ----------- | ----------- |
|              |              |             |             |             |
| Хрвати       | Хрвати       |             | 318         | 97,84%      |
| Срби         | Срби         |             | 3           | 0,92%       |
| Македонци    | Македонци    |             | 1           | 0,30%       |
| неопредељени | неопредељени |             | 1           | 0,30%       |
| непознато    | непознато    |             | 2           | 0,61%       |
| укупно: 325  |              |             |             |             |